# アメリカ合衆国の対キューバ禁輸措置

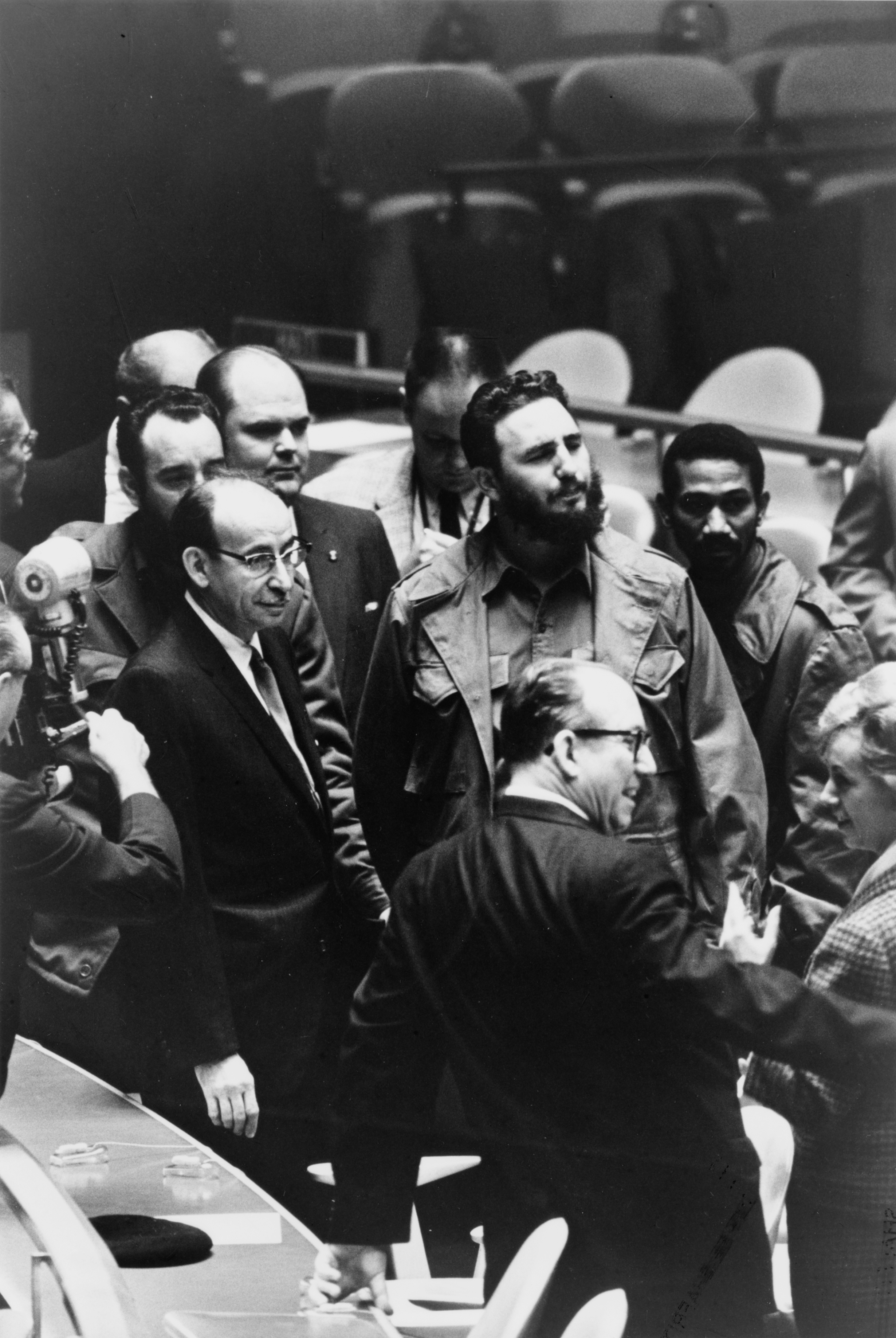
フィデル・カストロ（1960年9月22日・国際連合総会にて）

アメリカ合衆国の対キューバ禁輸措置（英語: United States embargo against Cuba、スペイン語: Embargo estadounidense a Cuba）とは、アメリカ合衆国がキューバに対して実施している禁輸及び制裁措置である。

## 概要
1958年3月からキューバ国内での武力紛争がフルヘンシオ・バティスタ政権と反乱軍の間で勃発し、この時からアメリカの武器禁輸が施行されていた。多くの利権を持っていた大企業やマフィアからの圧力により、ドワイト・D・アイゼンハワー政権はキューバ革命によって新たに指導者になったフィデル・カストロの政権を認める事を拒否した。カストロは対抗策としてキューバ国内のアメリカ人資産を接収した。1960年7月には対抗策としてアメリカはキューバの最大の産業である砂糖の輸入停止措置を取り、1961年1月3日にはキューバとの国交断絶に至った。
1961年4月にアメリカがキューバの革命政権の再転覆に失敗するピッグス湾事件が発生し、1962年2月7日にはキューバからのほぼ完全な禁輸措置が実施された。同年10月のキューバ危機で緊張がピークに達し、1963年2月8日にはキューバへのアメリカ国民の渡航が禁止された。同年7月8日にはキューバに対して対敵通商法を適用した。
1970年代にはジェラルド・R・フォード、ジミー・カーター両政権で制裁緩和や両国関係改善が試みられたが、キューバのアンゴラ内戦への派兵に加え、1980年にキューバ政府が国外への移住制限を一時的に解除し、そのため約12万5000人の大量難民がアメリカへ流入したことから関係は再び悪化した。
1992年2月5日にロバート・トリチェリ下院議員が提案し、10月23日にジョージ・H・W・ブッシュ大統領が署名して制裁を更に強化するトリチェリ法が成立した。アメリカ企業の海外支店によるキューバとの新たな取引の禁止・キューバへ渡航したアメリカ国民に対して刑罰を問えるようにすること・ キューバ人亡命者がキューバ国内の家族に送金することを禁止する内容であった。1995年2月にはジェシー・ヘルムズ上院議員が提案し、1996年3月12日にビル・クリントン大統領が署名してヘルムズ・バートン法が成立した。同法はトリチェリ法の制裁の内容を更に強化するもので、キューバにおいて資産を接収された亡命キューバ人を含むアメリカ国民がアメリカ国内で損害賠償を請求する権利・キューバの民主化の促進などが定められている。この2法は国際連合総会で非難を浴びており、1992年11月から31年連続でキューバへの制裁措置の廃止を求める決議が採択されている。
2009年4月13日にバラク・オバマ大統領は、キューバ系アメリカ人によるキューバへの送金・渡航規制を撤廃する方針を打ち出した。これまでは1年に1度だけのキューバ渡航が認められていたが、無制限に可能になった。ただし、2013年6月時点でもキューバ系以外のアメリカ国民のキューバ渡航は認められていない。
2009年4月末に実施されたポーリングの世論調査では、アメリカ国民の61パーセントが対キューバ禁輸措置の廃止に賛成の考えを示している。